# Phelsuma v-nigra
Espèce
Synonymes
- Phelsuma nigra Boettger, 1913
- Phelsuma nigra nigra Boettger, 1913
- Phelsuma nigra anjouanensis Meier, 1986
- Phelsuma nigra comoraegrandensis Meier, 1986

Statut de conservation UICN

 LC  : Préoccupation mineure
Statut CITES
Phelsuma v-nigra est une espèce de geckos de la famille des Gekkonidae.

## Répartition
Cette espèce est endémique des Comores.

## Habitat
Il vit dans les arbres et arbustes.
La température varie de 25 à 30 °C durant la journée, et chute entre 20 et 25 °C la nuit. L'hygrométrie est assez élevée, aux alentours de 70 %, parfois plus selon les moments de la journée. Durant la saison fraiche, qui dure deux ou trois mois, la température descend à 25 °C la journée et 20 °C la nuit, parfois un peu moins.

## Description
C'est un gecko relativement massif d'aspect, de couleur vert-jaune sur tout le corps, cette couleur tirant sur le vert au milieu du dos.

## Liste des sous-espèces
Selon The Reptile Database (30 octobre 2012) :
- Phelsuma v-nigra anjouanensis Meier, 1986 d'Anjouan
- Phelsuma v-nigra comoraegrandensis Meier, 1986 de la Grande Comore
- Phelsuma v-nigra v-nigra Boettger, 1913 de Mohéli

## Taxinomie
La sous-espèce Phelsuma v-nigra pasteuri de Mayotte a été élevée au rang d'espèce.

## Alimentation
C'est un insectivore, qui consomme aussi des nectars de fruits.

## Reproduction

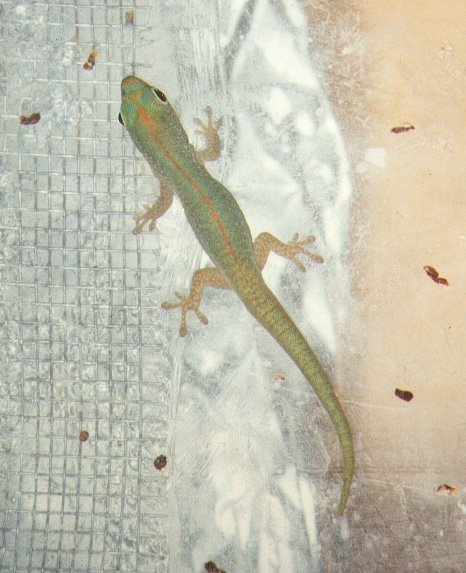
Phelsuma v-nigra v-nigra juvénile

La reproduction débute au printemps, après la période plus fraiche de l'hiver.
Les œufs incubent durant environ 45 jours à la température et l'hygrométrie moyenne de leur biotope.
À la naissance les petits font entre trois et quatre centimètres.

## Étymologie
Le nom de cette espèce Phelsuma v-nigra, signifie avec un V noir (v et nigra, noir), marque que présentent la plupart de ces reptiles (parfois absente chez les adultes).

## En captivité
Ce gecko se rencontre en terrariophilie.

## Publication originale
- Boettger, 1913 : Reptilien und Amphibien von Madagascar, den Inseln und dem Festland Ostafrikas. in Voeltzkow, Reise in Ost-Afrika in den Jahren 1903-1905 mit Mitteln der Hermann und Elise geb. Heckmann-Wentzel-Stiftung. Wissenschaftliche Ergebnisse. Systematischen Arbeiten. vol. 3, no 4, p. 269-376 (texte intégral).
- Meier, 1986 : Der Formenkreis von Phelsuma v-nigra (Boettger 1913) (Sauria: Gekkonidae) auf den Komoren: Beschreibung von zwei neuen Unterarten. Salamandra, vol. 22, no 1, p. 11-20.